# ألان هيل (لاعب كرة قدم)
ألان هيل (بالإنجليزية: Alan Hill)‏ (1 يناير 1933 في المملكة المتحدة - 1 يوليو 2010 في المملكة المتحدة) هو لاعب كرة قدم بريطاني في مركز جناح ‏. لعب مع نادي ترانمير روفرز لكرة القدم.